# Maksym Tretjakow
Maksym Wiaczesławowycz Tretjakow, ukr. Максим Вячеславович Третьяков (ur. 6 marca 1996 w Trojićko-Safonowe, w obwodzie mikołajowskim, Ukraina) – ukraiński piłkarz, grający na pozycji pomocnika.

## Kariera piłkarska

### Kariera klubowa
Wychowanek Akademii Piłkarskiej Dnipro Dniepropietrowsk, barwy której bronił w juniorskich mistrzostwach Ukrainy (DJuFL). Karierę piłkarską rozpoczął 23 marca 2013 w drużynie młodzieżowej Dnipra. Latem 2015 został wypożyczony do Metalista Charków, w składzie którego 6 marca 2016 debiutował w Premier-lidze. 13 września 2016 przeszedł do Czornomorca Odessa. 1 czerwca 2018 opuścił odeski klub, a 15 czerwca podpisał kontrakt ze słowackim klubem DAC 1904 Dunajská Streda. 19 czerwca 2019 został wypożyczony do FK Ołeksandrija.

### Kariera reprezentacyjna
Występował w juniorskich reprezentacjach Ukrainy U-17 i U-19. Potem bronił barw młodzieżówki.